# Élections législatives équatoguinéennes de 2008
Des élections législatives se sont tenues en Guinée équatoriale le 4 mai 2008. Il s'agissait d'élire les cent députés du parlement national. Les élections devaient se tenir en 2009, mais furent avancées à la suite de la dissolution du parlement par le président de la république, Teodoro Obiang Nguema Mbasogo.

## Résultats
La coalition formée par le Parti démocratique de Guinée équatoriale, parti du Président Obiang, et ses alliés, remporta quatre-vingt-dix-neuf sièges, soit un de plus qu'aux élections de 2004. Il obtint officiellement 100 % des voix dans plusieurs circonscriptions. La Convergence pour la démocratie sociale, principal parti d'opposition, remporta un siège,.
| Partis                                             | Sièges |
| -------------------------------------------------- | ------ |
| Parti démocratique de Guinée équatoriale et alliés | 99     |
| Convergence pour la démocratie sociale             | 1      |